# Liste des partis politiques en Roumanie
Cette page est une liste des partis politiques légalement reconnus en Roumanie.

## Partis politiques contemporains

### Partis politiques parlementaires
Les partis parlementaires sont les partis politiques représentés soit à la Chambre des députés, au Sénat roumain ou au Parlement européen.
| Parti | Parti                                            | Parti                                  | Fondation | Idéologie                                                 |
| ----- | ------------------------------------------------ | -------------------------------------- | --------- | --------------------------------------------------------- |
|       | Parti social-démocrate (PSD)                     | Partidul Social Democrat               | 2001      | Social-démocratie, conservatisme social                   |
|       | Parti national libéral (PNL)                     | Partidul Național Liberal              | 1875/1990 | Libéral-conservatisme                                     |
|       | Union sauvez la Roumanie (USR)                   | Uniunea Salvați România                | 2016      | Anticorruption, Libéralisme, Europhilie                   |
|       | Alliance pour l'unité des Roumains (AUR)         | Alianța pentru Unirea Românilor        | 2019      | Nationalisme, Populisme de droite, Euroscepticisme modéré |
|       | Union démocrate magyare de Roumanie (UDMR/RMDSZ) | Uniunea Democrată Maghiară din România | 1989      | Défense de la minorité hongroise, libéral-conservatisme   |
|       | Parti humaniste social-libéral (PPU-SL)          | Partidul Puterii Umaniste              | 2015      | Humanisme                                                 |

### Partis politiques non parlementaires
| Parti | Parti                                                         | Parti                                       | Fondation | Idéologie                                                | Présence parlementaire |
| ----- | ------------------------------------------------------------- | ------------------------------------------- | --------- | -------------------------------------------------------- | ---------------------- |
|       | Force de droite (FD)                                          | Forța Dreptei                               | 2021      | Libéral-conservatisme, Démocratie chrétienne, Europhilie | 2021-2024              |
|       | Renouvelons le projet européen en Roumanie (REPER)            | Reînnoim Proiectul European al României     | 2022      | Libéralisme, Anticorruption, Europhilie                  | 2022-2024              |
|       | Parti écologiste roumain (PER)                                | Partidul Ecologist Român                    | 1990      | Écologie politique                                       | 1990-2000              |
|       | Parti national paysan chrétien-démocrate (PNȚCD)              | Partidul Național Țărănesc Creștin Democrat | 1989      | Agrarisme                                                | 1990-2000 ; 2012-2016  |
|       | Parti de la Grande Roumanie (PRM)                             | Partidul România Mare                       | 1991      | Nationalisme                                             | 1992-2008              |
|       | Parti vert (PV)                                               | Partidul Verde                              | 2005      | Écologie politique                                       |                        |
|       | Parti civique magyar (PCM)                                    | Partidul Civic Maghiar                      | 2008      | Défense de la minorité hongroise                         |                        |
|       | Parti de la nouvelle génération - Chrétien-démocrate (PNG-CD) | Partidul Noua Generație - Creștin Democrat  | 2000      | Nationalisme                                             |                        |
|       | Alternative droite (AD)                                       | Alternativa Dreaptă                         | 2019      | Conservatisme social                                     |                        |
|       | Alliance Renaissance Nationale (ARN)                          | Alianța Renașterea Națională                | 2020      | Pro-vie                                                  |                        |

## Partis dissous

### Depuis 1989
| Parti | Parti                                                 | Parti                                       | Dates     | Idéologie             | Remarque                  |
| ----- | ----------------------------------------------------- | ------------------------------------------- | --------- | --------------------- | ------------------------- |
|       | Parti de la vie roumaine (PVR)                        | Partidul Vieții Românești                   | 2000-2002 |                       |                           |
|       | Parti de l'unité nationale roumaine (PUNR)            | Partidul Unității Națiunii Române           | 1990-2006 |                       | intégré au sein du PC     |
|       | Parti démocrate (PD)                                  | Partidul Democrat                           | 1993-2008 | Libéralisme           | intégré au PDL            |
|       | Parti libéral-démocrate (PLD)                         | Partidul Liberal Democrat                   | 2006-2008 | Libéralisme           | intégré au PDL            |
|       | Action populaire (AP)                                 | Acțiunea Populară                           | 2001-2008 |                       | intégré au sein du PNL    |
|       | Parti de l'initiative nationale (PIN)                 | Partidul Inițiativa Națională               | 2005-2011 |                       | intégré au sein de l'UNPR |
|       | Parti démocrate-libéral (PDL)                         | Partidul Democrat-Liberal                   | 2008-2014 | Libéralisme           | intégré au sein du PNL    |
|       | Force citoyenne (FC)                                  | Forța Civică                                | 2004-2014 | Démocratie chrétienne | intégré au PDL            |
|       | Parti national démocrate chrétien (PND)               | Partidul Național Creștin Democrat          | 1990-2014 | Démocratie chrétienne |                           |
|       | Parti conservateur (PC)                               | Partidul Conservator                        | 1991-2015 | Conservatisme         | intégré à l'ALDE          |
|       | Parti populaire - Dan Diaconescu (PP-DD)              | Partidul Poporului - Dan Diaconescu         | 2011-2015 | Populisme             | intégré au sein de l'UNPR |
|       | Parti libéral-réformateur (PLR)                       | Partidul Liberal Reformator                 | 2014-2015 | Libéralisme           | intégré à l'ALDE          |
|       | Union nationale pour le progrès de la Roumanie (UNPR) | Uniunea Națională pentru Progresul României | 2010-2016 | Social-démocratie     | intégré au sein du PMP    |
|       | Alliance des libéraux et démocrates (ADLE)            | Alianța Liberalilor și Democraților         | 2015-2020 | Libéralisme           | intégré dans Pro Romania  |

### Partis sous le régime communiste
Bien que les partis, autre que le Parti communiste roumain, n'étaient pas admis durant la période communiste, la liste ci-dessous présente les forces politiques reconnues officiellement :
| Parti                                                  | Parti                                           | Dates     | Remarque                                                                   |
| ------------------------------------------------------ | ----------------------------------------------- | --------- | -------------------------------------------------------------------------- |
| Parti communiste roumain (PCR)                         | Partidul Comunist Român                         | 1921-1989 | Parti communiste de Roumanie (1921-1948) Parti ouvrier roumain (1948-1965) |
| Front de la démocratie et de l'unité socialiste (FDUS) | Frontul Democrației și Unității Socialiste      | 1975-1989 | Organisation créée comme aile du PCR                                       |
| Union générale des syndicats de Roumanie (UGSR)        | Uniunea Generală a Sindicatelor din România     | 1948-1989 |                                                                            |
| Union populaire hongroise (UNM/MNSz)                   | Uniunea populară maghiară/Magyar Népi Szövetség | 1934-1953 |                                                                            |
| Comité démocratique juif                               | Comitetul Democratic Evreiesc                   | 1946-1953 |                                                                            |
| Front des laboureurs                                   | Frontul Plugarilor                              | 1933-1953 |                                                                            |